# Wiktor Leonidowitsch Demjanenko
Wiktor Leonidowitsch Demjanenko (russisch Виктор Леонидович Демьяненко; * 26. August 1958 in Alma-Ata, Kasachische SSR, Sowjetunion) ist ein ehemaliger sowjetischer Boxer. Er war 1979 Europameister der Amateure und 1980 Silbermedaillengewinner bei den Olympischen Spielen in Moskau jeweils im Leichtgewicht.

## Werdegang
Wiktor Demjanenko begann als Jugendlicher mit dem Boxen. Nach ersten Erfolgen wurde er zum Sportclub Dinamo Alma-Ata delegiert und kämpfte als Erwachsener bei einer Größe von 1,67 Metern im Leichtgewicht, der Gewichtsklasse bis 60 kg Körpergewicht.
1976 startete er bei der Junioren-EM in Izmir im Federgewicht und gewann mit vier Siegen den Meistertitel. 1978 siegte er bei den Senioren auch bei der 19. Meisterschaft der Schutz- und Sicherheitsorgane der sozialistischen Länder in Łódź. Im Finale bezwang er dabei den Kubaner Danilo Diago nach Punkten (5:0 Richterstimmen).
1979 wurde Wiktor Demjanenko im Leichtgewicht mit einem Sieg über Wassili Solomin erstmals Meister der Sowjetunion und gewann mit einem Sieg über Marat Kabirow auch den Titel bei der 7. Spartakiade der UdSSR. Bei der sich daran anschließenden Europameisterschaft in Köln siegte er über Sebastiano Sotgia aus Italien nach Punkten, über Adam Piwowarski aus Polen durch Abbruch i.d. 1. Runde und über Richard Nowakowski aus der DDR nach Punkten (5:0). Im Finale bezwang er auch René Weller aus der BRD nach Punkten, wobei sich aber ein Punktrichter für Weller entschieden hatte. Einen großen Sieg feierte er auch noch beim Weltcup 1989 in New York. Er gewann dort über Edward Daly aus Australien, Michael Dominguez aus Puerto Rico und David Lee Armstrong aus den Vereinigten Staaten und sicherte sich damit den 1. Platz.
Wiktor Demjanenko wurde auch im Jahre 1980 Meister der Sowjetunion. Im Finale schlug er dabei Wladimir Sorokin. Obwohl die Olympischen Spiele 1980 in Moskau von vielen westlichen Staaten boykottiert wurden, hatte er dann beim dortigen Boxturnier fünfmal anzutreten. Er besiegte dabei Mohamed Bangura aus Sierra Leone durch Abbruch i.d. 2. Runde, Jong Jo Ung aus Nordkorea und Jordan Lessow aus Bulgarien nach Punkten, Richard Nowakowski durch Abbruch i.d. 1. Runde (Verletzung) und traf im Finale auf Ángel Herrera aus Kuba, den er kurz vor den Olympischen Spielen beim Großen Preis von Ústí nad Labem noch klar nach Punkten geschlagen hatte. Im olympischen Finale hatte Wiktor Demjanenko aber Pech, denn er musste wegen einer Verletzung in der 3. Runde aus dem Kampf genommen werden und verpasste damit die olympische Goldmedaille.
1981 war Wiktor Demjanenko bei der sowjetischen Meisterschaft nicht am Start und im Jahre 1982 unterlag er im Leichtgewicht schon im Viertelfinale gegen Wiktor Rybakow und kam deshalb nur auf den 5. Platz. Im Jahre 1983 sicherte er sich aber mit einem Punktsieg über Wladimir Stepanow den dritten Meistertitel bei der sowjetischen Meisterschaft und wurde mit einem kampflosen Sieg über Juri Gladischew auch Sieger der 8. Spartakiade. Mit seinem dritten Meistertitel kehrte er auch in die Nationalmannschaft zurück und startete bei der Europameisterschaft in Warna. Dort siegte er über Mehmet Demir aus der Türkei (5:0) und Hartmut Krüger aus der DDR (5:0), unterlag aber im Halbfinale gegen Emil Tschuprenski aus Bulgarien nach Punkten (0:5).
Bei der sowjetischen Meisterschaft 1984 unterlag Wiktor Demjanenko im Halbfinale gegen Nurlan Abdukalykow, weil er wegen einer Verletzung wieder aus dem Kampf genommen werden musste. Er hatte damit keine Chance, in die sowjetische Olympiamannschaft aufgenommen zu werden. Allerdings wäre ein Start bei den Olympischen Spielen dieses Jahres in Los Angeles sowieso nicht möglich gewesen, weil die Sowjetunion diese Spiele boykottierte.
Nach 1984 beendete Wiktor Demjanenko seine Laufbahn als aktiver Boxer. Er wurde Trainer und lebt seit dem Zerfall der Sowjetunion in Kasachstan (Almaty). Sein Sohn Witali Demjanenko (* 1983) ist in seine Fußstapfen getreten und ist ein erfolgreicher Profiboxer. Er selbst gehört dem Asian Boxing Council als Vorstandsmitglied an (2009).

## Internationale Erfolge
| Jahr | Platz  | Wettbewerb                                                                 | Gewichtsklasse | |
| 1976 | 1.     | Junioren-EM in Izmir                                                       | Feder          | mit Punktsiegen über Miroslaw Sandor, ČSSR (5:0), Hans Richter, DDR (5:0) u. Krzysztof Kikowski, Polen (5:0) u. einem Abbruch-Sieg i.d. 3. Runde über John Dexter, England |
| 1977 | 1.     | Junioren-Turnier in Schwerin                                               | Feder          | |
| 1977 | 1.     | 13. Freundschafts-Turnier in Pjöngjang                                     | Feder          | mit einem Punktsieg im Finale über Hwan Chun Gir, Nordkorea (5:0) |
| 1978 | 1.     | 19. Meisterschaft der Schutz- u. Sicherheitsorgane der soz. Länder in Łódź | Feder          | mit einem Punktsieg im Finale über Danilo Diago, Kuba (5:0) |
| 1979 | 2.     | Intern. Turnier in Alma-Ata                                                | Feder          | nach einer Abbruch-Niederlage (Verletzung) gegen Wiktor Rybakow, UdSSR |
| 1979 | 1.     | EM in Köln                                                                 | Leicht         | mit einem Punktsieg über Sebastiano Sotgia, Italien, einem Abbruch-Sieg i.d. 1. Runde über Adam Piwowarski, Polen u. Punktsiegen über Richard Nowakowski, DDR (5:0) und René Weller, BRD (4:1) |
| 1979 | 1.     | Weltcup in New York                                                        | Leicht         | mit Abbruchsiegen i.d. 3. Runde über Edward Daly, Australien u. Michael Dominguez, Puerto Rico u. einem Punktsieg über David Lee Armstrong, USA (5:0) |
| 1980 | 1.     | Grand Prix Turnier in Ústí nad Labem                                       | Leicht         | mit einem Punktsieg im Finale über Ángel Herrera, Kuba (5:0) |
| 1980 | Silber | OS in Moskau                                                               | Leicht         | mit einem Disq.-Sig i.d. 2. Runde über Mohamed Bangura, Sierra Leone, Punktsiegen über Jong Jo Ung, Nordkorea (5:0) u. Jordan Lessow, Bulgarien (5:0), einem Abbruch-Sieg i.d. 1. Runde (Verletzung) über Richard Nowakowski, DDR u. einer Abbruch-Niederlage i.d. 3. Runde (Verletzung) gegen Ángel Herrera |
| 1983 | 3.     | EM in Warna                                                                | Leicht         | mit Punktsiegen über Mehmet Demir, Türkei (5:0) u. Hartmut Krüger (Boxer), DDR (5:0) u. einer Punktniederlage gegen Emil Tschuprenski, Bulgarien (0:5) |
| 1983 | 5.     | Welt-Cup in Rom                                                            | Leicht         | nach einer Abbruch-Niederlage i.d. 3. Runde gegen Ramon Goire, Kuba |

## Länderkämpfe
| Jahr | Ort         | Begegnung       | Gewichtsklasse | Ergebnis                               |
| 1981 | Las Vegas   | USA gegen UdSSR | Leicht         | Punktsieger über Donkey Branch         |
| 1981 | Sherif Port | USA gegen UdSSR | Leicht         | Punktsieger über Shelton LaBlanc       |
| 1983 | Las Vegas   | USA gegen UdSSR | Leicht         | Punktniederlage gegen Pernell Whitaker |
| 1983 | Syracuse    | USA gegen UdSSR | Leicht         | Punktsieger über Vinnie Pazienza       |

## UdSSR-Meisterschaften
| Jahr | Platz | Gewichtsklasse | Ergebnis                                                 |
| 1977 | 1.    | Leicht         | U-20-Meisterschaft                                       |
| 1978 | 2.    | Feder          | Punktniederlage im Finale gegen Wiktor Rybakow           |
| 1979 | 1.    | Leicht         | Punktsieger im Finale über Wassili Solomin               |
| 1980 | 1.    | Leicht         | Punktsieger im Finale über Wladimir Sorokin              |
| 1982 | 5.    | Leicht         | Punktniederlage im Viertelfinale gegen Wiktor Rybakow    |
| 1983 | 1.    | Leicht         | Punktsieger im Finale über Wladimir Stepanow             |
| 1984 | 3.    | Leicht         | Abbruch-Niederlage (Verletzung) gegen Nurlan Abdukalykow |

Anm.: OS = Olympische Spiele, EM = Europameisterschaft, Federgewicht, bis 57 kg, Leichtgewicht, bis 60 kg Körpergewicht